# Johan Ohlsson (1833–1910)
Johan Ohlsson i riksdagen kallad Ohlsson i Stockholm, född 4 augusti 1833 i Ervalla församling, Örebro län, död 30 januari 1910 i Klara församling, Stockholms stad, var en svensk fabrikör och riksdagsman.
Ohlsson var verksam som fabrikör i Stockholm. I riksdagen var han ledamot av andra kammaren. I riksdagen skrev han åtta egna motioner bland annat om högre tullar, om ökade möjligheter att använda minderåriga vid sådant fabriksarbete, som "icke kan vara för hälsan skadligt".